# Индиана (опера)
Индиана — опера Тиграна Чухаджяна.

## Исторический очерк
Наиболее малоизвестное из оперных произведений Тиграна Чухаджяна,  по разным мнениям написано в 1897-м или во второй половине 1870-гг.. Либретто Иозефа (Овсепа) Язычяна, написано по мотивам одноименного произведения Абуюлхак Гамида. По своему жанру «Индиана» — патриотическая опера, по мнению музыковеда Анны Асатрян, одно из лучших произведений композитора. Рукописи оперы хранятся в архиве Чухаджяна Ереванского музея литературы и искусства. Опера изучена также музыковедами Г. Степаняном и М. Мурадяном.